# Cesare Cavaniglia
Cesare Cavaniglia (... – circa 1580) è stato un ammiraglio italiano, ufficiale della flotta del Granduca di Toscana.

## Biografia
Di famiglia patrizia napoletana, entra nell'Ordine dei cavalieri di Santo Stefano nel 1562. Viene nominato nel 1566 da Cosimo I Granduca di Toscana, Ammiraglio comandante la flotta dell'Ordine, succedendo all'Ammiraglio Giulio de' Medici.
Nel 1566 una nutrita squadra dei Turchi terrorizzava l'Abruzzo, minacciando tutte le altre coste italiane, saccheggiando e bruciando e rendendo in schiavitù tanti Cristiani. Al comando della propria squadra raggiunse Messina, congiungendosi con quella di Spagna e raggiunti i Turchi, non poterono cimentarsi perché questi fuggirono alla volta di Costantinopoli. Avendo concorso alla liberazione dell'Italia da parte dell'armata turca, il Vice-Re di Napoli ricevette l'ordine dalla Spagna di ringraziare il Gran Maestro a nome della Corona.
Si ricorda lo scontro con un noto corsaro, il Caraccialì, presso le Bocche di Bonifacio, fra Corsica e Sardegna. I corsari, con cinque Galee, avvezzi a vincere, attesero la squadra toscana per farne preda, ma non considerando il valore della marina stefaniana, persero due navi che furono catturate e condotte al porto di Livorno e le altre fuggirono per non condividere ugual fine. Duecento Cristiani furono liberati e trecento Turchi furono messi in catene.
Successivamente partecipò con dodici galere stefaniane alla grande battaglia di Lepanto (1571), sotto lo stendardo pontificio (sulla Capitana montò Marcantonio Colonna), che vide la vittoria della flotta della Lega Santa, comandata da Don Giovanni d'Austria, sull'invincibile flotta del Sultano.